# 미녀 만세
미녀 만세는 한국에서 제작된 전홍직 감독의 1967년 영화이다. 한성 등이 주연으로 출연하였고 이민덕 등이 제작에 참여하였다.

## 출연

### 주연
- 한성
- 남정임
- 구봉서
- 곽규석

## 제작진
- 조명: 이석천
- 미술: 이문현